# کازویوکی اوکیتسو
کازویوکی اوکیتسو (انگلیسی: Kazuyuki Okitsu; ۸ مارس ۱۹۸۰ – ) صداپیشگی در ژاپن اهل ژاپن بود.